# List – Miesięcznik katolicki
List – miesięcznik katolicki, ogólnopolskie ilustrowane pismo katolickie, wydawane w latach 1984-2017.

## Historia pisma
Miesięcznik ukazywał się w Krakowie od marca 1984 r. Narodził się w środowisku wspólnoty Odnowy w Duchu Świętym „Nowe Życie”, działającej przy klasztorze oo. Dominikanów w Krakowie (Bazylika Świętej Trójcy w Krakowie).
W 1989 r. środowisko „Listu” założyło Wydawnictwo M w celu wydawania „Listu” i książek. Od tego momentu miesięcznik stał się pismem ogólnopolskim.
W 1995 r. „List” usamodzielnił się i jego twórcy założyli Stowarzyszenie Ewangelizacji przez Media „List”, które do dziś jest wydawcą pisma. W 2001 r. pismo zmieniło charakter, przestało być adresowane jedynie do czytelników wspólnot Odnowy w Duchu Świętym. Obecnie jest tworzone z myślą zarówno o osobach zaangażowanych w Kościół, jak i poszukujących. Jako jedno z pierwszych pism katolickich doceniło staranną szatą graficzną i sięgnęło po profesjonalną fotografię, klasyczną ikonografię i staranny druk. Stało się jednocześnie pismem tematycznym, którego każdy numer poświęcony jest jednemu zagadnieniu z dziedziny wiary, historii Kościoła i duchowości. Pojawiają się w nim również tematy związane z psychologią i filozofią religii.
Dystrybucja pisma dokonywana była przez parafie, księgarnie katolickie, salony Empik i prenumeratę. Nakład pisma wahał się między 14000 a 20000 egz.
W latach 2004, 2007, 2009 „Miesięcznik List” był nominowany do nagrody Totus, a w 2010 r. otrzymał wyróżnienie. W 2010 r. redaktor naczelna, Elżbieta Konderak, otrzymała nominację do nagrody „Ślad” za „redagowanie miesięcznika, który w sposób unikatowy w polskiej prasie katolickiej łączy wysoki poziom merytoryczny i edytorski z przystępnością i poczytnością”.
Od 2009 r. Stowarzyszenie Ewangelizacji przez Media List powołało do życia nowy miesięcznik: „Biblia Krok po Kroku”.
Od 2014 pismo jako „Nowy List” wydawała Fundacja List - Media dla Rodziny i Edukacji.
Ostatni numer pisma ukazał się w grudniu 2017, na kolejne wydawca nie zebrał środków.

## Redakcja i współpracownicy
Redaktorzy naczelni:
- Sylwester Szefer (1984–1996)
- Michał Jakubczyk (1997–1999)
- Cezary Sękalski (1999–2000)
- Elżbieta Konderak (od 2001)

Redakcja:
- Beata Legutko
- Anna Dąbrowska
- Sławomir Rusin
- Dawid Gospodarek

Asystenci kościelni:
- Jan Andrzej Kłoczowski
- ks. Roman Pindel
- ks. Bogusław Mielec
- Jarosław Kupczak
- Wiesław Szymona

Współpracownicy:
- Józef Augustyn
- Jan Budziaszek
- Bartłomiej Dobroczyński
- Zenon Waldemar Dudek
- Jan Andrzej Kłoczowski
- Jan Malik
- Joanna Petry Mroczkowska
- ks. Andrzej Muszala
- Mirosław Pilśniak
- Jacek Prusak
- Jakub Turbasa
- Paweł Trzopek OP
- Krzysztof Wons